# Julija Borisova
Julija Konstantinovna Borisova (in russo Юлия Константиновна Борисова?; Mosca, 17 marzo 1925 – Mosca, 8 agosto 2023) è stata un'attrice e politica sovietica.

## Biografia
Nata a Mosca il 17 marzo 1925, si diplomò presso l'Istituto d'arte drammatica Boris Ščukin nel 1947. Nello stesso anno entrò nel Teatro  Evgenij Vachtangov, teatro nel quale continuò a recitare per più di sessant'anni. Per le sue interpretazioni teatrali ricevette un Turandot di cristallo nel 1991 e una Maschera d'Oro nel 1996. Fu anche attrice cinematografica.
Dal 1963 venne più volte eletta deputata del Soviet supremo della RSFS Russa, mentre nel 1969 fu nominata Artista del popolo dell'Unione Sovietica.
Julija Borisova morì nella capitale russa l'8 agosto 2023, all'età di 98 anni.

## Filmografia parziale
- Tre incontri (Три встречи), regia di Aleksandr Lukič Ptuško, Vsevolod Illarionovič Pudovkin e Sergej Iosifovič Jutkevič (1948)
- Idiot (Идиот), regia di Ivan Aleksandrovič Pyr'ev (1958)
- Posol Sovetskogo Sojuza (Посол Советского Союза), regia di Georgij Grigor'evič Natanson (1969)